# The Cats (album)
Pour les articles homonymes, voir The Cats (homonymie).
Albums de Tommy Flanagan
Overseas
(1957) Lonely Town
(1959)
The Cats est un album du pianiste de jazz américain Tommy Flanagan, sorti en 1959 sur le label New Jazz, filiale de Prestige Records.
L'album est enregistré le 18 avril 1957 au studio Van Gelder à Hackensack et produit par Bob Weinstock. Il est signé Flanagan, le saxophoniste John Coltrane, le guitariste Kenny Burrell et le trompettiste Idrees Sulieman. L'album est publié après la fin du contrat de John Coltrane avec Prestige Records.

## Liste des titres
Toutes les chansons sont écrites et composées par Tommy Flanagan, sauf indication contraire.
| 1. | Minor Mishap                          |                                  | 7:26 |
| 2. | How Long Has This Been Going On? (en) | - George Gershwin - Ira Gershwin | 5:58 |
| 3. | Eclypso                               |                                  | 7:57 |

| 4. | Solacium     | 9:10  |
| 5. | Tommy's Time | 11:58 |

## Crédits
Tommy Flanagan, John Coltrane, Kenny Burrell, Idrees Sulieman (titres 1, 3–5)
- Tommy Flanagan – piano
- John Coltrane – saxophone ténor
- Idrees Sulieman – trompette
- Kenny Burrell – guitare
- Doug Watkins – contrebasse
- Louis Hayes – batterie

Flanagan Trio (titre 2)
- Tommy Flanagan – piano
- Doug Watkins – contrebasse
- Louis Hayes – batterie